# Hannibal (película)
Hannibal  es una película de 2001 dirigida por Ridley Scott y adaptada de la novela del mismo nombre escrita por el escritor Thomas Harris. Narra lo ocurrido diez años después de El silencio de los corderos. La premisa es que una de las víctimas de Hannibal Lecter que todavía está viva, el millonario Mason Verger, quiere capturarlo, torturarlo y matarlo. Los lugares donde transcurre la acción se alternan entre Italia y los Estados Unidos.
Según Steffen Hantke, autor de Horror Films: Creating and Marketing Fear, el filme Hannibal era «una película pensada como de 'auteur' y protagonizada por estrellas, con énfasis en una apariencia distintivamente visual y actuaciones deliberadamente ostentosas».
Hannibal fue la esperada secuela de El Silencio de los Corderos, la ganadora del Oscar en 1991, la cual había introducido a Hannibal Lecter por primera vez a la pantalla grande como protagonista. The Silence of the Lambs fue la tercera película en la historia en ganar los Premios de la Academia por mejor película, director, actor, actriz y guion adaptado. El personaje de Hannibal Lecter se convirtió en un «nombre familiar» y parte de la cultura popular. El difícil desarrollo de Hannibal atrajo gran atención, por ver si la dirigiría el director de The Silence of the Lambs, Jonathan Demme, y si la protagonizaría la actriz Jodie Foster, quienes finalmente no quisieron participar en el proyecto. Después de su lanzamiento en febrero de 2001, Hannibal rompió récords de taquilla en los Estados Unidos, Australia, Canadá y el Reino Unido.

## Argumento
Diez años después de los eventos de The Silence of the Lambs. La agente del FBI Clarice Starling (Julianne Moore) cae en desgracia después de un operativo antidrogas que resulta en la muerte de cinco personas, incluyendo la narcotraficante Evelda Drumgo (Hazelle Goodman), a la que Starling disparó mientras Evelda cargaba un bebé y una pistola automática.
Como resultado de la operación fallida, Starling deja de ser agente de campo y es asignada a trabajos de oficina en el caso de Lecter. Starling es enviada a la mansión del multimillonario Mason Verger (Gary Oldman), quien fue mutilado y dejado paralítico después de un encuentro con Lecter años atrás, y ofrece tres millones de dólares a quien se lo entregue. Verger, quien específicamente solicitó hablar con Starling, dice que tiene nueva información (que resulta ser una placa de rayos X) que solo está dispuesto a mostrarle a ella. Cuando Starling visita la mansión de Verger, él le cuenta su historia con Hannibal. Lo conoció como médico (Lecter era psiquiatra) cuando seguía una terapia después de haber sido condenado por abuso sexual. 
En Florencia, el inspector Rinaldo Pazzi (Giancarlo Giannini) está investigando la desaparición del conservador de una biblioteca y se encuentra con su reemplazo, el Dr. Fell, quien no es otro que Lecter. Al mismo tiempo, el departamento de Pazzi es contactado por Starling quien, al recibir una carta perfumada de Lecter, quiere tener los videos de vigilancia de todas las perfumerías que venden ese particular perfume, incluida una en Florencia. Cuando Pazzi logra ver a Fell en uno de los videos solicitados, él descubre su verdadera identidad y, esperando obtener la recompensa de tres millones de dólares, contacta a Mason Verger. Pazzi decide capturar a Lecter con la ayuda de los hombres de Verger, ignorando la advertencia de Starling de ser cuidadoso y no dejar a Lecter solo. Lecter, sin embargo, descubre sus planes y lo mata ahorcándolo y destripándolo desde el Palazzo Vecchio, un destino que el ancestro de Pazzi, Francesco Pazzi, compartió con él. Lecter, entonces, se dirige a los Estados Unidos para encontrar a Starling.
Mientras tanto, Verger, para lograr su venganza contra Lecter y hacerlo salir del anonimato, recluta al corrupto empleado del Departamento de Justicia Paul Krendler (Ray Liotta). Krendler, tentado por el dinero de Verger, entrega falsas cartas de amor de Lecter a los directivos del FBI, diciendo que las encontró en la oficina de Starling. Como resultado, Starling es puesta en receso administrativo y, por lo tanto, es incapaz de detener la captura de Lecter por los hombres de Verger, y su posterior transporte a la granja de Mason para ser comido por una manada de  cerdos salvajes gigantes (hilóqueros) entrenados especialmente. De todas maneras, Starling se dirige a la mansión de Verger, donde se las arregla para matar a sus hombres y soltar a Lecter justo antes de que la manada de cerdos sea liberada. Sin embargo, recibe un disparo. Lecter salva a Starling de los animales y, mientras lo hace, persuade al asistente de Verger, Cordell Doemling (Zeljko Ivanek), de arrojar a Verger en la fosa donde están los cerdos y culpar a Lecter en caso de algún problema. De esa manera, obtuvo la satisfacción de ver a Verger morir.
Lecter lleva a Starling a la casa de Krendler, a orillas de un lago, y le realiza una cirugía para extraer la bala. Después de despertar, ella descubre su paradero y llama a la policía antes de bajar por las escaleras a la planta baja, donde Lecter le ha practicado una craneotomía a Krendler. Starling ve con horror cómo Lecter alimenta a Krendler, quien se encuentra bajo el efecto de drogas, con partes de su propio cerebro después de haber sido salteado en mantequilla y hierbas. Clarice trata de capturar a Lecter esposando su mano a la de ella, a lo cual él amenaza con cortar la mano de Clarice para escapar, pero más tarde se muestra que él eligió cortar la suya. Después de que Starling fallara en atrapar a Lecter por sí misma, la policía llega finalmente al lugar, pero no antes de que Hannibal escape.
Luego, Lecter en un avión, come una cena que él mismo ha empacado, con partes del cerebro de Krendler en ella. Un pequeño niño le  dice que luce bien y le pregunta qué es. Lecter dice: «Oh, es muy bueno» y el niño pide probarlo, a lo que Lecter responde «Supongo que tu madre te dice, al igual que me decía a la mía: “Es importante, hijo, probar siempre cosas nuevas”».

## Elenco principal
- Anthony Hopkins como Dr. Hannibal Lecter. Después de su escape de la ley diez años antes, Hannibal Lecter se esconde en Florencia (Italia), persiguiendo sus propios intereses. Vive disfrazado como un erudito del arte bajo el pseudónimo de Dr. Fell.
- Julianne Moore como Clarice Starling. La agente del FBI Clarice Starling está en problemas cuando una operación para atrapar a una criminal sale mal, dejando a la sospechosa y algunos miembros de su equipo muertos. Ella sospecha que alguien está trabajando contra ella desde dentro del FBI. La que una vez fue una agente novata y lanzó su carrera diez años atrás gracias a Hannibal Lecter, es elegida para reabrir el caso de la desaparición de Hannibal.
- Gary Oldman como Mason Verger. Deformado y multimillonario, Verger es la única víctima viva de Lecter. Él ofrece 3 millones de dólares de recompensa por cualquier ayuda que lleve a la captura de Lecter y planea un elaborado plan para vengarse.
- Ray Liotta como Paul Krendler. Políticamente ambicioso, el oficial del Departamento de Justicia trabaja encubiertamente con Mason Verger en la caza de Hannibal Lecter. Mediante su manipulación y corrupción, Starling vuelve al caso como «carnada».
- Giancarlo Giannini como el Inspector Rinaldo Pazzi. Un inspector de policía de Florencia, descubre la existencia de la recompensa por información que lleve a la captura de Hannibal Lecter y trabaja por sí solo para ganarla.
- Zeljko Ivanek como Cordell Doemling,  asistente de Mason Verger (Gary Oldman).
- Frankie Faison como Barney Matthews, antiguo guardián y enfermero en el hospital donde recluían a Hannibal Lecter.
- Francesca Neri como Allegra Pazzi, esposa de Rinaldo Pazzi.

## Desarrollo

### Antecedentes
En 1994, en la revista Rolling Stone, le preguntaron al director de The Silence of the Lambs, Jonathan Demme, por la posibilidad de una secuela. Demme dijo que Thomas Harris, el autor de The Silence of the Lambs, había estado trabajando en una continuación posterior en «siete u ocho años». Demme tenía una idea, aún en aquel tiempo, de que no sería una continuación directa. Harris le dijo a Demme: «Me imagino al Doctor Lecter yendo a algún lugar en Europa... dando un paseo por las calles de Florencia o Múnich, mirando en los escaparates de las relojerías...» Demme declararía su intención de estar implicado en una adaptación cinematográfica de Hannibal en 1999, menos de un año antes de que la novela fuera publicada.
Dino De Laurentiis produjo el filme Manhunter en 1986, la primera aparición de Hannibal en la gran pantalla, interpretado por Brian Cox. El filme fue dirigido por Michael Mann y estaba basado en la novela de Thomas Harris El dragón rojo. A De Laurentiis no le gustó la versión de Mann de Manhunter: «Manhunter no fue buena. No era Dragón rojo», dijo. De Laurentiis y su esposa Martha (también coproductora) no estuvieron implicados directamente en el filme The Silence of the Lambs, una decisión que desde entonces consideran un gran error. Sin embargo, ellos poseían los derecho del «personaje Lecter» y permitieron a Orion Pictures Corporation, quienes produjeron The Silence of the Lambs, usar gratis los derechos en ese filme, por no ser «avaros». Cuando The Silence of the Lambs se convirtió en un éxito comercial y de crítica en 1991, ganando cinco Premios de la Academia, Dino y Martha De Laurentiis se encontraron dueños de un valioso recurso y ansiosos por una continuación que pudieran adaptar. Después de una larga espera, De Laurentiis finalmente recibió una llamada de Thomas Harris diciéndole que había finalizado una novela que continuaba con la historia de The Silence of The Lambs. De Laurentiis compraría los derechos por un récord de $10 millones.
Los Angeles Times informó en abril de 1999 que el presupuesto para una adaptación de Hannibal podría costar como mucho $100 millones. Se especulaba que Jodie Foster y Anthony Hopkins recibirían 15 millones de dólares cada uno por repetir sus papeles y «de 5 millones a 19 millones de dólares para el director Jonathan Demme». El periódico también reportó que aunque The Silence of The Lambs costó solo 22 millones de dólares, esto no disuadiría al estudio de continuar con Hannibal. Mort Janklow, agente de Thomas Harris en ese entonces, le dijo a Los Angeles Times que Jodie Foster, Anthony Hopkins y Jonathan Demme pronto recibirían manuscritos de la novela, y que sería una película increíble.
La primera impresión del libro, de 1.6 millones de ejemplares, se vendió completamente en el verano de 1999. Hannibal continuaría vendiendo millones de copias después de su lanzamiento a mediados de 1999.
Jonathan Demme informaría (vía fax) a los productores de Hannibal que no dirigiría el filme. Se ha dicho que Demme se alejó del proyecto porque encontró el material "espeluznante", y estaba en contra de lo «violento» del libro. Dino De Laurentiis comentó acerca de la decisión de Demme: «Cuando un papa muere, nosotros creamos uno nuevo. Buena suerte a Jonathan Demme. Adiós». Él luego dijo (acerca de la razones de Demme para declinar) que Demme sintió que no podría hacer una película tan buena como The Silence of the Lambs.

### Ridley Scott
Gladiator y Hannibal fueron lanzadas en los primeros años de la década del 2000, después de un decenio muy revuelto para el director. Ridley Scott vio el éxito con Thelma & Louise en 1991, y a partir de entonces tuvo tres fracasos consecutivos: 1492: La conquista del paraíso (1992), White Squall (1996) y G.I. Jane (1997). Siendo éxitos simultáneos, Gladiador y Hannibal pusieron a Ridley Scott en la cima de su carrera.
El productor Dino De Laurentiis visitó a Ridley Scott en el set de Gladiator y le sugirió leer la novela. Gladiator se encontraba en la tercera semana antes de que se finalizara la fotografía principal. La película se convertiría en un éxito tanto de taquilla como de crítica, obteniendo doce nominaciones al Oscar. De Laurentiis le preguntó a Scott si le gustaría dirigir la versión cinematográfica de Hannibal. Scott pensó que De Laurentiis se refería al general y figura histórica Aníbal y respondió: «Básicamente Dino, estoy haciendo una (película) épica romana en este momento. No quiero hacer elefantes bajando en los Alpes». Scott leyó el manuscrito en cuatro sesiones en una semana, considerándolo una «sinfonía» y expresó su deseo de dirigir el filme. Scott luego explicó como resultó implicado: «Estaba filmando Gladiator en Malta y un día..., caminé un cuarto de milla hasta el Malta Film Studio para ver a mi viejo amigo Dino. No lo había visto desde que yo iba a trabajar en una versión de Dune, esto fue antes de Blade Runner. Dino me quería para dirigir Dune y otro filme. Él es siempre entusiasta y agresivo y vino tras de mí después de haber hecho Blade Runner y Alien, pero no podía hacer las películas. De todos modos, tomamos un café juntos y unos días después me llamó para preguntarme si podría visitarme en el set de Gladiator. Llegó con un manuscrito de Hannibal, cerca de un mes antes de que se publicara el libro. Me dijo: 'Vamos a hacer este.' No había leído nada tan rápido desde El Padrino. Fue enriquecedor en todas las formas».
Aunque Scott tomó el trabajo que Jonathan Demme rechazó, él dijo: «Mi primera pregunta fue: ‘¿Qué pasó con Jonathan?’ y ellos dijeron: ‘El equipo original dijo que era muy violento.’ Y yo dije: 'Está bien, yo la haré.'» Scott mismo tuvo algunas dudas con el material. Tenía dificultades con el final de la novela en particular: «No podía comprender ese enorme salto emocional por parte de Starling. Ciertamente, por parte de Hannibal, estoy seguro de que había estado detrás de su mente por ciertos años. Pero para Starling, no. Creo que una de las cosas que atrae a Hannibal de Starling es lo directa que es ella». Scott también dijo: «No creí real el libro de la escena de la ópera en adelante, lo que se convirtió como en una película de vampiros.» Él le preguntó al autor Thomas Harris si él estaba «casado con su final». Harris dijo que no, por lo que lo cambió.

Yo siempre imaginé que a Hannibal le gustaba la marihuana, el opio... para explorar su palacio mental....innecesario decir que yo tampoco lo hago, es demasiado para mí. Prefiero tener un cigarro solamente
Ridley Scott, pensamientos acerca del personaje Hannibal Lecter.

### Guion
Ted Tally, el guionista de The Silence of the Lambs, también fue un miembro principal del equipo original de The Silence of the Lambs que declinó a estar implicado en Hannibal (él ganó un Oscar por su adaptación). Tally, como Demme, también tenía problemas acerca de los «excesos» de la novela.
A Steven Zaillian (escritor de La lista de Schindler) le fue ofrecida la oportunidad de escribir la adaptación después de que Tally declinara, sin embargo, él tampoco la aceptó. Zaillian explicó el porqué: «Estaba muy ocupado. Y no estaba seguro de estar interesado. Casi nunca puedes ganar cuando haces una secuela». David Mamet sería el primer guionista en producir un bosquejo preliminar, el cual, según Ridley Scott y los productores, necesitaba severas revisiones. Stacey Snider, copresidente de Universal Pictures (un trato de coproducción fue forjado entre Universal y MGM) dijo acerca del rechazo del guion de Mamet: «No había manera de que David fuera a leer quince páginas de nuestras notas y entonces ser capaz de trabajar en el guion cotidianamente». Mamet estaba preparándose para dirigir su propio filme. Una crítica del guion en ScreenwritesUtopia.com describe el bosquejo de Mamet como «increíblemente malo» pero consideran el guion que Steve Zaillian volvió a escribir «bastante entretenido». Zaillian, quien había rechazado la oferta, reconsideraría y se involucraría en el proyecto, diciendo: «Es difícil decir no a Dino una vez y es casi imposible decirle que no dos veces».

### Reparto
No estaba claro si Jodie Foster (Clarice Starling) y Anthony Hopkins (Dr. Hannibal Lecter) repetirían sus respectivos roles por los cuales también ganaron Premios de la Academia por The Silence of the Lambs (mejor actriz/actor). Se volvería aparente que los productores y el estudio podrían hacer el filme sin una de las «estrellas» originales (y continuarían buscando un reemplazo). Sin embargo la retirada de ambos, Foster y Hopkins, hubiera sido posiblemente el final del proyecto. El productor De Laurentiis confirmó esto antes de que el filme fueran lanzado: «Ante todo, yo sabía que no había película sin Anthony Hopkins».

#### Participación de Jodie Foster
Jodie Foster le confirmaría a Larry King (acerca de su potencial participación en Hannibal), en 1997, que ella: «Definitivamente sería parte del proyecto». También le dijo a la revista Entertainment Weekly en 1997 que "Anthony Hopkins siempre habla de ello. Es decir, todo el mundo quiere hacerlo. Cada vez que lo veo, es como ¿Cuándo va a suceder? ¿Cuándo va a suceder?" Sin embargo, Jodie Foster rechazaría la oportunidad de repetir el papel de Clarice Starling, confirmándolo a finales de diciembre de 1999. Esto causaría problemas para el estudio, Universal, y su socio, MGM. «El estudio está justo de regreso de las vacaciones y está reagrupándose con base en las noticias, y no tiene un plan de juego cohesivo por el momento», dijo Kevin Misher, presidente de producción de Universal. Misher añadió que «era uno de esos momentos en los que tú te sientas y piensas, '¿Puede Clarice ser considerada como James Bond, por ejemplo? ¿Un personaje que es reemplazable? ¿O Jodie Foster era Clarice Starling y la audiencia no aceptaría a nadie más?'» Foster había dicho en diciembre de 1999 (acerca de sus razones para rechazar el papel) que la parte de Clarice Starling en Hannibal tenía «atributos negativos» y «traicionaba» el personaje original. La demanda de salario pudo haber sido una de las razones para la no-participación de Foster, como Dino De Laurentiis dijo: «Llamé al agente de Jodie Foster. Me dijo 'Tengo instrucciones. Ella no quiere leer el libreto si usted no le da una oferta de $20 millones y 15% de lo recaudado.' Y yo dije, 'Recuerdos a Jodie Foster, adiós.'» (el artículo pone en claro que «Dino cómicamente pronunciaba erróneamente el nombre de la actriz»). Jodie Foster habló acerca de Hannibal en una entrevista con la revista Total Film a finales del 2005. Ella dijo: «La razón oficial por la que no hice Hannibal fue porque estaba haciendo otra película, Flora Plum. Por lo que yo declare, de una manera digna y agradable, que no estaba disponible cuando ese filme estaba siendo grabado... Clarice significaba tanto para Jonathan como para mí, de verdad, y sé que esto suena un poco extraño pero no había manera de que ninguno de los dos podía pisotearla».

Recuerdos a Judy [sic, por Jodie] Foster, adiós.
Dino De Laurentiis, acerca de la ruptura de relaciones con Jodie Foster

#### Julianne Moore como Clarice Starling
Cuando estuvo claro que Jodie Foster no participaría en Hannibal, el equipo de producción consideraría varias actrices para el papel, incluyendo a Cate Blanchett, Angelina Jolie, Gillian Anderson, Hilary Swank, Ashley Judd, Helen Hunt y Julianne Moore. Anthony Hopkins le preguntó a su agente si él tenía algún «poder» sobre la selección del elenco. Él había informado a De Laurentiis que conocía a Julianne Moore, con quien había trabajado en Sobrevivir a Picasso. Hopkins consideró a Moore una «actriz fabulosa» Aunque el agente de Hopkins le dijo que el no tenía ningún poder sobre el casting, Ridley Scott pensó que sería correcto discutir quien sería la «dama principal» de Hopkins. Scott dijo haber estado «realmente sorprendido de saber que cinco de las mejores actrices en Hollywood querían el papel». Finalmente, Julianne Moore se aseguraría el codiciado papel de "Clarice Starling". Scott ha dicho que su decisión fue influida a favor de Moore porque: «Ella es un verdadero camaleón. Puede ser una lunática en Magnolia, una vampiresa en Un marido ideal, una estrella porno en Boogie Nights y una romántica en El fin de la aventura». «Julianne Moore, una vez que Jodie se retiró, siempre fue la primera de mi lista» dijo Scott acerca de la protagonista. Moore habló acerca de caminar en el papel hecho famoso por Jodie Foster: «La nueva Clarice va a ser muy diferente. Por supuesto, la gente va a comparar mi interpretación con la de Jodie Foster... pero este filme va a ser muy diferente».

#### Anthony Hopkins como Hannibal Lecter

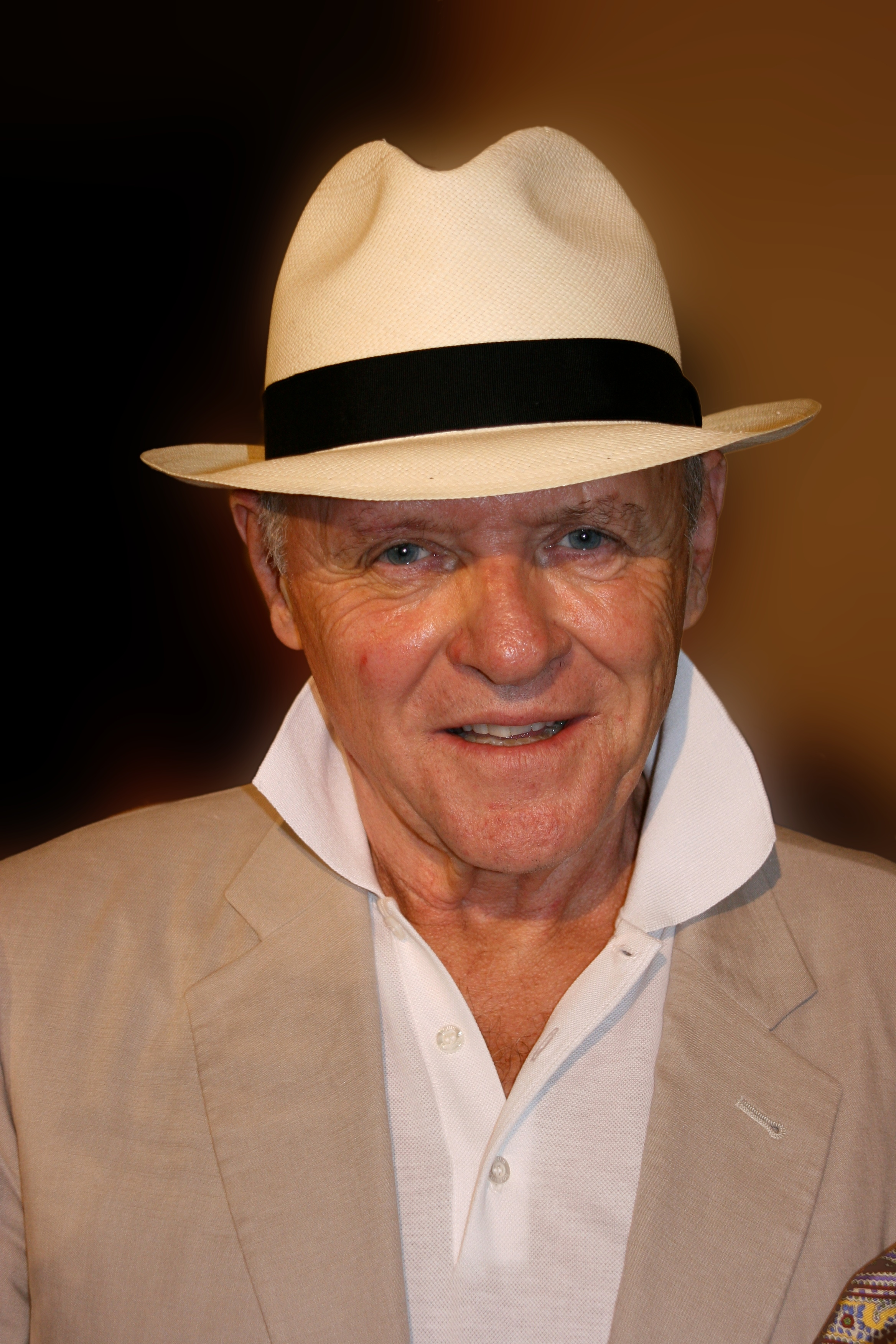
Anthony Hopkins regresó para interpretar a Hannibal Lecter.

Anthony Hopkins, quien interpretó el papel de Hannibal Lecter por primera vez en The Silence of the Lambs, era ampliamente esperado en la repetición de su rol ganador del premio Oscar. Hopkins había dicho en junio de 1999 que él solo estaría interesado si el guion era «realmente bueno». Hopkins dijo, en el making of en la versión de DVD de la película, que él no podía imaginar cómo no ser Hannibal Lecter en Hannibal. «Yo estaba como sorprendido por este libro, Hannibal. Pensaba que era realmente rebasador y bizarro. No podía con ello en mi mente. Parte del libro lo encontré intrigante, y otra parte me hizo sentir un poco dudoso». Los productores le confirmaron que iban a hacer una película de la novela y Hopkins les dijo «sí» para sus intereses, pero añadió que «... necesita ser condensado». The Hollywood Reporter confirmaría que Anthony Hopkins había aceptado en repetir su papel a finales de diciembre de 1999, diciendo que él había aprobado el último bosquejo del guion por Steven Zaillian. Hopkins dijo que él no tenía problemas volviendo dentro de «la mente de Lecter». «Yo solo memorice mis líneas y me mostré y caminé como Hannibal Lecter. Pensaba ¿repito la misma actuación o la cambió? Habían pasado diez años, por lo que la cambié un poco». En la novela, Hannibal Lecter había tenido una cirugía plástica para cambiar su apariencia. Esto fue cambiado en el filme porque Scott y Hopkins decidieron dejar la cara igual. Hopkins explicó porque: «Es como si él hiciera una declaración: 'atrápame si puedes.' Con su gran sombrero, él es tan obvio, que nadie piensa que fuera Hannibal Lecter. Siempre he pensado que él es un hombre muy elegante, un hombre renacentista». En el filme Hannibal Lecter es visto por primera vez en Florencia «como el clásico Lecter, conferenciando y siendo suave», según Hopkins. Cuando el filme se traslada a Estados Unidos, Hopkins cambia su apariencia aumentado su musculatura y cortando corto su pelo «para hacerlo ver como un mercenario, que sería tan apto y tan fuerte que podría cortar a alguien en dos si llegan... a estar en su camino».

Él todavía es como el Robin Hood de los asesinos. Él mata a, ¿cómo es que los llaman?, los terminalmente groseros.
Anthony Hopkins acerca de Lecter

#### Resto del reparto
Según las notas de la producción, las otras estrellas «principales» posteriormente elegidas fueron Ray Liotta como el corrupto oficial del Departamento de Justicia Paul Krendler y la «leyenda de la pantalla italiana» Giancarlo Giannini, como el oportuno detective Pazzi. Francesca Neri obtuvo el papel de la esposa de Pazzi, Allegra. Frankie Faison aceptó repetir su papel como el antiguo guarda y enfermero Barney (el actor ha aparecido en Manhunter, no como Barney, The Silence of the Lambs, Hannibal y Red Dragon). Mason Verger, la única víctima viviente de Hannibal es un personaje fuertemente desfigurado. Gary Oldman fue elegido para este papel. La coproductora Martha De Laurentiis dijo que habían tenido una «situación cómica» con Gary, confirmando que Oldman quería un «crédito» prominente. Ella dijo: «¿Ahora como puedes tener un crédito prominente con Hannibal? Los personajes principales son Hannibal y Clarice Starling. Por lo que nosotros no podíamos hacer algo (al principio)». Oldman se retiró de la película por un tiempo, pero luego volvió, pidiendo «no ser facturado». Oldman sería fuertemente transformado e «irreconocible para sí mismo»" para interpretar a Mason Verger. No tendría labios, mejillas o párpados por ejemplo. El maquillador Greg Cannom dijo: «Es realmente desagradable. He estado enseñándole a la gente fotos (de Oldman como Verger), y ellos solo dicen 'Oh, Dios,' y se marchan, lo que me hace muy feliz».

#### Equipo principal de producción
Scott formó el equipo principal de producción con personas que ya habían trabajado con él previamente. El diseñador de producción, Norris Spencer, había trabajado en Thelma & Louise, Black Rain y 1492: la conquista del paraíso; el director de fotografía John Mathieson, el editor Pietro Scalia y el compositor Hans Zimmer habían trabajado en el filme anterior de Scott, Gladiator.

## Producción y postproducción

### Antecedentes
Hannibal fue filmada en 83 días laborales durante 16 semanas. La producción comenzó el 8 de mayo de 2000 en Florencia. Una rueda de prensa fue realizada antes de que comenzara la filmación en Florencia, para promover la película. El filme fue grabado en varias locaciones claves en Florencia, y en otras locaciones estadounidenses como Washington D. C., Richmond, Virginia y Carolina del Norte. Martha De Laurentiis dijo que la película tuvo cerca de cien locaciones y que era un: "constante dolor moverse y preparar sets. Pero los lugares eran hermosos. ¿Quién se puede quejar de poder filmar en el Palazzo Vecchio en Florencia? ¿O la granja President James Madison en Montpelier o el impresionante Biltmore Estate en Asheville?" Ochenta millones de dólares y un año y medio en producción fueron gastados antes de que el director Ridley Scott tuviera su primera mirada a Hannibal en el cuarto de edición.

### Lugares de filmación
- Florencia: todo el segundo acto de Hannibal tiene lugar en Florencia. Ridley Scott nunca antes había filmado ahí, pero lo describió como "una verdadera experiencia... Fue como un caos organizado...Estábamos ahí en lo más alto de la temporada de turismo."[27] En Florencia la producción visitaría varios sitios como el Palazzo Capponi (como el apartamento de Dr. Fell/Hannibal Lecter), el Ponte Vecchio, el Palazzo Vecchio, la farmacia de Santa Maria Novella e Il Duomo.[27]
- Washington, DC: después de dejar Florencia e Italia el 5 de junio de 2000, la producción se trasladó a Washington D. C. La filmación duró seis días en Union Station solo para una escena.[27] La inusual vista de un carrusel aparecería en el puerto de transportes y centro comercial a pedido del director Ridley Scott.[27]
- Richmond (Virginia): la filmación duraría siete semanas en Richmond, Virginia.[27] Una escena clave de la película sería tomada aquí: un tiroteo en un atestado mercado de pescado, que aparecería en las primeras escenas en el filme. Julianne Moore realizó entrenamiento del FBI en los cuarteles del Bureau antes de la filmación.[27] Esta fue la primera película en la que Moore realmente necesitó disparar un arma.[27]
- Montpelier (Virginia): la producción visitó un galpón, que está situado en la granja del presidente James Madison. Fue utilizado para albergar 15 "cerdos artísticos".[27] Los quince cerdos (jabalíes rusos) empleados en la filmación fueron seleccionados entre cerca de otros 6000 animales por los entrenadores.[27]
- Asheville (Carolina del Norte): en Asheville (Carolina del Norte) se encuentra la mansión más grande de los Estados Unidos, Biltmore Estate.[9] Este lugar fue elegido por Ridley Scott para representar la inmensa riqueza del personaje Mason Verger.[9]

### Efectos especiales de maquillaje
El artista de maquillaje Greg Cannom estuvo encantado de participar en Hannibal, ya que le ofreció la oportunidad de producir «maquillajes increíbles y originales». Para Mason Verger, el equipo de maquillaje produciría inicialmente 20 "cabezas" diferentes que «parecían zombis» y no reflejaban la visión que el director Ridley Scott tenía del personaje. Scott quería que Verger luciera real con horribles cicatrizaciones, y no algo salido del Museo de Cera. Scott mismo pediría ayuda a expertos doctores en un esfuerzo para que la imagen del personaje fuera tan realista como fuera posible. Scott le mostró al equipo de maquillaje fotos de «cosas fetales», que él consideraba «conmovedoras, ya que él quería hacer a Mason Verger más "conmovedor" que "monstruoso", ya que concebía al personaje como «alguien que no había perdido su sentido del humor... casi simpático». El maquillaje de Gary Oldman duraría seis horas por día.
Para una de las escenas finales de la película hubo que crear un «duplicado» exacto de Paul Krendler, el personaje interpretado por Ray Liotta. Fue una escena que mezcló maquillaje, trabajo de marionetas y CGI en una manera que el director Scott llamó «sin costuras».

### Secuencia de créditos
Los títulos principales fue diseñada por Nick Livesey, un graduado del Royal College of Art, quien trabajó para una de las compañías de producción de Scott en Londres. La secuencia, filmada en Florencia por el mismo Livesey, fue creado con la intención de ser el segundo tráiler promocional de la película. Al estudio no le pareció «exactamente correcto». Sin embargo, permaneció en la mente de Scott y finalmente terminaría como la secuencia de títulos principales. Livesey realizó un vídeo de varias palomas en una plaza vacía en Florencia una mañana, las cuales, en la escena final, se transformarían en la cara de Hannibal Lecter. Scott creyó que era una buena idea, ya que fundamentalmente contestaba a la pregunta: ¿Dónde está Hannibal Lecter? Scott explica: «Y por supuesto esta historia lo dice, con las palomas en los adoquines de algún lugar, donde tú te preguntas dónde es esto... y es entonces cuando aparece su cara.» Se ha dicho que los títulos fueron influenciados por el filme Seven.

### Música
Ridley Scott trabajó muy cerca con el compositor Hans Zimmer, durante la posproducción de Hannibal. Scott cree que la música para un filme es tan importante como el diálogo. «Es el ajuste final al guion, siendo capaz también de acomodar el trabajo de los actores.» Zimmer y Scott se reunieron con el editor Pietro Scalia para discutir escenas en el filme y "no música." Zimmer usó una orquesta sinfónica para la secuencia de la ópera, pero usaría más que todo lo que él describe como «una orquesta muy extraña... solo violonchelos y bajos, todos tocando al extremo final de su rango». Esto fue hecho para enfatizar el personaje de Hannibal Lecter. Explicó: «El personaje de Anthony es para mí alguien al extremo de la gama de lo que es humanamente imaginable.» Zimmer tampoco quería que la música sonara como «una orquesta moderna». El personaje de Mason Verger tuvo su propio "tema", el cual se volvería más "pervertido" conforme la película avanzara según Zimmer. El soneto de Dante Alighieri fue musicalizado por Zimmer y Patrick Cassidy para la escena de la ópera en Florencia. Tracksound.com criticó positivamente la música de Zimmer. «Zimmer realmente creó una música digna de llamar la completa atención de la mayor parte de los fanáticos... los elementos clásicos e incluso los monólogos combinan para hacer de esta una intensa experiencia.» En una encuesta realizada por Classic FM (del Reino Unido) para encontrar las mejores bandas sonoras de todos los tiempos, la de Hannibal ocupó el puesto 59.

## Temáticas de la película
Los temas claves en la película incluyen romance, retribución, castigo y corrupción.
- Romance; Scott ha dicho que él cree que emoción subyacente en el filme Hannibal es la «afectividad». «En algunas instancias, puedes preguntarte o seguramente de una dirección, ¿es eso más que afectividad?» dijo  Scott.[9] "Es oscura, porque la historia es, por supuesto, esencialmente oscura, pero es un poco romántica al mismo tiempo" añadió.[9] Scott admite abiertamente que hay una "temática romántica" corriendo durante el filme.[9] Él le dijo a CNN que: «Hannibal fue un objetivo diferente, esencialmente un estudio entre dos individuos. Suficiente divertida, es más bien romántica y también bastante cómica, pero también hay algunos malos comportamientos».[13] Durante la escena de la ópera, Allegra Pazzi le pregunta a Hannibal (después de que él le entrega «el primer soneto de Dante»): «¿Cree que es posible que un hombre pueda estar tan obsesionado por una mujer después de un solo encuentro?» Hannibal le responde: «Sí, yo creo que podrían». Esta escena es una de las que la mayoría de las personas «pierden» el sentido, según Scott. Es una referencia a Clarice y su encuentro en The Silence of the Lambs.[19] The New York Times en su crítica del filme, dijo que Hannibal «juega» con la idea de que: «el amor no se atreve a decir Su nombre».[30] Scott le dijo al New York Post que, la relación de corazón entre Hannibal y Clarice es "metafórica".[33] Rolling Stone incluso dijo en su crítica: «Scott ofrece una astuta parodia de las relaciones, algo como: "Cuando Hannibal conoció a Sally».[34] Anthony Hopkins dijo: «No es exactamente un romance lo que hay en la película. No existe ese elemento erótico en la historia. Ridley dice que esto se aprecia muy claramente».[26]
- Retribución y castigo; Ridley Scott cree que una de las motivaciones principales del personaje de Hannibal Lecter, en su propia manera para ser "puro", es la búsqueda de «retribución y castigo».[19] «Hay algo muy moral acerca de Lecter en este filme», dijo Scott en su comentario grabado. «El comportamiento de Hannibal nunca es loco, él no quiere usar eso como excusa. ¿Está loco? No, creo que esta tan cuerdo como tú o como yo. A él solo le gusta lo que hace».[19] Scott dijo, sin embargo, «en términos normales, él es verdaderamente maligno».[19] Scott también trae la noción de redención al personaje de Lecter, cerca del final del filme.[19] Mason Verger, el antagonista, tiene un objetivo principal en su vida: capturar y someter a Hannibal Lecter a una muerte lenta y dolorosa, en un intento de obtener venganza y castigar a Lecter.[35]
- Corrupción; el personaje Rinaldo Pazzi (Giancarlo Giannini) es corrompido por la perspectiva de un beneficio económico cuando descubre la verdadera identidad del "Dr. Fell" y la gran recompensa que se ofrece por su cabeza.[19]

## Promoción
Conforme se acercaba el lanzamiento de la película, Hannibal atrajo significativamente la atención de los medios, con las estrellas y el director de la película realizando múltiples presentaciones en televisión, periódicos y revistas. CBS News reportó a principios de febrero de 2001 que "la largamente esperada secuela del escalofriante thriller de 1991, The Silence of the Lambs, está cocinando el más caliente zumbido para la Internet y los medios desde la protosecuela de Star Wars en 1999." Anthony Hopkins y Julianne Moore aparecieron en las portadas de numerosas revistas, incluyendo Vanity Fair, Entertainment Weekly, Premiere, y Empire. El personaje de Hannibal Lecter sería elegido como el «punto de venta exclusivo» de Hannibal, una decisión del departamento de marketing del estudio, por ser una «cosa fácil» y «tremendamente provechoso». Esto fue el factor clave para hacer al público ir a ver el filme. No había riesgo tomando esa elección, ya había sido visto antes: se habían vendido millones de ejemplares de un libro con su nombre por título y el actor interpretando el personaje en la pantalla había ganado un Premio de la Academia en su primera interpretación del papel.  "Hannibal" era un nombre familiar y una "marca". El primer tráiler fue lanzado en salas de cine y en el sitio web oficial a principios de mayo de 2000. Como el primer tráiler fue lanzado más de nueve meses antes del estreno de la película, y esta acababa de empezar la producción, fue necesario usar metraje de The Silence of the Lambs. El tagline usado fue «Nunca olvides quien es él». El primer material gráfico oficial fue lanzado al mismo tiempo como un «avance de una hoja» Contenía el tagline «Rompe el silencio», una referencia directa a The Silence of the Lambs, presentaba solo el personaje de Hannibal Lecter. Otro tráiler que contenía metraje de la nueva película, fue estrenado a finales de noviembre de 2000. Un cartel lanzado en el Reino Unido para promover Hannibal mostraba a Hannibal Lecter con una «máscara de piel» cubriendo el lado izquierdo de su rostro —una referencia a la escena de la fuga en The Silence of the Lambs—. El cartel fue sacado de circulación por ser considerado «demasiado impactante y perturbador para el público». El filme fue estrenado, no por casualidad, en el décimo aniversario del debut de The Silence of the Lambs.

## Versión doméstica
Hannibal se encuentra disponible en dos versiones: Un disco DVD y dos discos DVD. La versión de dos discos contiene una serie de contenidos especiales como: Comentarios por el director Ridley Scott, escenas alternativas y suprimidas, cinco reportajes especiales del cómo se hizo y una "galería de marketing" que contiene los tráileres, imágenes de la producción y conceptos para carteles que no fueron usados.
Una versión especial Steelbook de Hannibal fue lanzada en 2007. Pero no se hicieron cambios significativos el DVD, y solo se alteró el empaquetamiento.

## Diferencias con la novela
Según Variety, el guion para Hannibal fue «...para bien o para mal, bastante fiel al cianotipo de Harris; los fans del libro pueden lamentar la exclusión de ciertos personajes, más notablemente la musculosa hermana de Mason Verger, Margot, así como también la ausencia de muchos de los fascinantes detalles académicos, pero sentirán que la novela ha sido respetada (sí, incluso la cena en el clímax es servida intacta), con la única sorpresa torcida salvada por su estela». Time Out en su crítica de Hannibal publicó: «El guion prescinde sensatamente de varios personajes para servir una poción que es agradable, pero baja en sustancia. Demasiada historia es comprimida en 131 minutos, lo que deja poco tiempo para análisis o caracterización». Al productor Dino De Laurentiis le preguntaron por qué algunos personajes no fueron incluidos en el filme: «Creo que si consigues un libro de 600 páginas, tienes que reducirlo a un guion de 100. En una película de dos horas no puedes incluir todos esos personajes. Nos pusimos un límite y eliminamos personajes que no eran tan vitales.»
En el libro, Mason Verger controla un orfanato del que hace venir niños para abusar de ellos verbalmente, ya que no es capaz de hacerlo sexualmente... También tiene una hermana lesbiana, Margot, que fue violada por Mason cuando eran niños. Cuando ella revela su orientación sexual a su familia, su padre la deshereda. Es estéril debido a su abuso de los esteroides, por lo que Verger ejerce cierto control sobre ella prometiéndole una muestra de su semen para fertilizar a su amante, quien entonces heredaría la fortuna de Verger. Al final del libro, Margot y Starling ayudan a Lecter a escapar durante un tiroteo entre Starling y los guardias de Verger. Margot, aconsejada por Lecter, estimula a Mason a eyacular con un chuzo eléctrico, y lo mata colocando una morena, que posee como mascota, en su garganta. El destino de Krendler en el libro es morir atravesado por una flecha disparada por Lecter, después de la craneotomía.
El controvertido final de la novela muestra a Lecter presentándole a Starling los huesos exhumados de su padre, que luego "devuelve a la vida" hipnotizando a Starling y permitiéndole decirles adiós. Esta situación forja una extraña alianza entre Starling y Lecter, que culmina cuando se vuelven amantes y huyen a Argentina. Al final de la novela, Barney (el enfermero) observa a Clarice y Hannibal en el Teatro Colón, en Buenos Aires.
Tampoco aparecen los retrocesos a la infancia de Lecter, cuando él vio a su hermana ser comida por desertores alemanes en 1944. El personaje de Jack Crawford aparece en el libro, pero no en la película.
Anthony Hopkins fue entrevistado acerca de si él 'compró' o no la idea de que Starling y Lecter terminaran como amantes (como ocurre en el libro). "Sí, lo hice. Otras personas encontraron eso absurdo. Supongo que hay un asunto moral allí. Aunque creo que hubiera sido una cosa muy interesante. Pienso que hubiera sido muy interesante que ella se hubiera marchado, porque yo sospechaba que ese romance existía, esa obsesión con ella. Adiviné esto hace mucho tiempo, en la última llamada a Clarice, al final de The Silence of the Lambs, cuando ella dice "Dr. Lecter, Dr. Lecter..."."

## Recepción
Hannibal recaudó 58 millones de dólares (en Estados Unidos) en su fin de semana de estreno en 3230 salas. En ese entonces (febrero de 2001) fue el tercer debut más grande de la historia, solo superada por The Lost World: Jurassic Park en 1997 y La amenaza fantasma de 1999. También, cuando fue lanzada, fue el estreno de mayor recaudación para una película de clasificación R (menores de 17 años solo acompañados por un adulto). La recaudación total en Estados Unidos llegó a 165 091 464 y mundialmente a 394 200 000 de dólares. La película duró tres semanas en el primer lugar de recaudación en Estados Unidos, y también cuatro semanas en el Reino Unido. Hannibal fue la décima película con mayor recaudación mundial ese año y ganó más de 87 millones de dólares en alquileres de vídeo después de su lanzamiento en agosto de 2001.
Las críticas a Hannibal fueron mixtas. La revista Time la llamó "un banquete de incidentes espeluznantes, grotescos y sangrientos. Pero esta secuela superior tiene romance en su oscuro corazón". Menos favorable, la revista de cine más vendida de Reino Unido Empire le dio dos de cinco estrellas, llamándola "ridícula y aburrida, Hannibal es desdentada hasta el final." David Thomson, en la revista del British Film Institute "Sight & Sound" alabó el filme.  "Funciona. Es inteligente, atractivo, sexy, divertido... sucio, travieso y lo sabe." Sin embargo, Thomson pone en claro ser un gran fanático del trabajo de Ridley Scott. Él añade: "Es, literalmente, que Hannibal Lecter se ha convertido en un chiste tan familiar, que no puede volver a ser tenebroso nuevamente. Parece claro que Anthony Hopkins y Scott sabían esto. Así fue como salvaron la película." La revista Variety en su crítica dice que "Hannibal no es tan buena como The Silence of the Lambs... en última instancia más superficial y grosera en su corazón que su predecesora, Hannibal, sin embargo, atormenta, absorbe y alarma." Una crítica negativa en The Guardian reclamó que lo que estaba mal con el filme fue transferido desde la novela: "El resultado es una película de calibre inflado y atractivo. The Silence of the Lambs fue maravillosa. Esta, en contraste esta es de término medio." Roger Ebert le dio a la película el rating de "Pulgares arriba" en el programa televisivo Ebert & Roeper y le concedió al filme 2 1/2 de 4 estrellas en su versión impresa, que empezaba con lo siguiente: "Hannibal de Ridley Scott es un carnaval de chiflados intentando elevarse en dirección al arte. Nunca llega aquí, pero intenta con cada fibra de su arte redimir sus orígenes de pulpa, y debemos darles el crédito por el coraje de su depravación; al menos demuestra que si un hombre cortando su cara y dándosela de comer a sus perros no logra la clasificación NC-17 por su violencia, nada más lo hará nunca."

## Precuelas y secuela
- En 2001, fue estrenada la película Hannibal, protagonizada por Anthony Hopkins en el papel de Hannibal Lecter. Está basada en la novela del mismo título, que narra los hechos cuando Lecter reaparece en Italia diez años después de los sucesos de El silencio de los corderos.
- En 2002, fue estrenada la película Dragón rojo, protagonizada por Anthony Hopkins en el papel de Hannibal Lecter. Es una adaptación de la novela anterior sobre Lecter, El dragón rojo, que narra hechos anteriores a El silencio de los corderos. Dicha novela ya había sido llevada al cine en 1986 con el título de Manhunter, pero su productor (Dino de Laurentiis) no quedó satisfecho y decidió rodar otra adaptación.
- En 2007, fue estrenada la película Hannibal, el origen del mal, protagonizada por Gaspard Ulliel en el papel de Hannibal Lecter. Se trata de una precuela, ya que tanto el relato como el filme se remontan a los orígenes de Lecter, pero ambos se elaboraron después.

En qué orden ver las películas de Hannibal Lecter
Tanto es así, que la oscarizada película protagonizada por Anthony Hopkins y Jodie Foster no fue la primera adaptación de dicho universo, puesto que ya en 1986 se estrenaba Hunter (Manhunter) a cargo de Michael Mann, adaptación de los inicios de Hannibal Lecter en la que un policía persigue a un escurridizo asesino que ataca solo las noches de luna llena. Ya en 2002 se estrenaba El Dragón Rojo, precuela de la cinta de Hopkins, aunque un año antes llegaba a los cines Hannibal, secuela de la misma.
Además, en 2007 se estrenaba Hannibal: el origen del mal, precuela de todas las anteriores en la que se ahonda en la infancia de un joven Hannibal Lecter. Como vemos, son cinco películas que abarcan diferentes líneas temporales entremezcladas entre sí, con lo que se hace necesario ordenarlas cronológicamente para disfrutar de su historia sin perder el hilo. Tampoco queremos obviar la serie Hannibal de 2013 protagonizada por Mads Mikkelsen y en la que la policía recurre a la ayuda de Lecter para atrapar a otro asesino, aunque esta ya es otra historia.
Orden cronológico de las películas de Hannibal Lecter
- Hannibal (serie de televisión) (2013-2015)
- Hannibal, el origen del mal (película) (2007)
- El dragón rojo (2002)
- Hannibal (2001)
- El silencio de los corderos (1991)
- Hunter (Manhunter) (1986)